# SteadyPRINT
steadyPRINT ist eine Software zur Verwaltung von Druckumgebungen. Hersteller ist die K-iS Systemhaus Unternehmensgruppe, ein Softwareentwickler in Siegen.

## Funktion
steadyPRINT ist ein Tool für die zentrale und übersichtliche Verwaltung aller Aufgaben einer Druckeradministration. Seit die erste Version (1.0) veröffentlicht wurde, sind vier Funktionsbereiche zu unterscheiden. Die zentrale Verwaltung von Druckumgebungen, die Ausfallsicherheit & Migration von Druckservern, Monitoring & Reporting sowie der virtuelle Druckertreiber steadyPRINT VPD (Virtual Printer Driver), mit dem Netzwerkdrucker ohne nativen Druckertreiber bereitgestellt werden können.

## Versionsgeschichte
- Version 1.0 - 1.1 (2004-2005)
- Version 1.2.0 - 1.4.4 (2006)
- Version 2.0 - 2.2 (2007 - 2011)
- Version 3.0 - 3.1 (2011 - 2012)
- Version 4.0 - 4.3 (2012 - 2013)
- Version 5.0 - 5.2 (2013 - 2015)
- Version 6.0 - 6.5 (2015 - 2017)
- Version 7.0 - 7.6 (2017 - 2019)
- Version 8.0 - 8.8 (2019 - 2022)
- Version 9.0 (2022)

## Unterstützte Betriebssysteme und Plattformen
- 32- und 64-Bit Unterstützung (server- und clientseitig)
- Windows Server 2008 R2 und höher
- Windows 8
- Windows 10
- Windows 11
- VMware
- Citrix Virtual Apps and Desktops
- Microsoft RemoteApp

## Lizenzierung
Mit steadyPRINT Server-Lizenzen wird jeder Druckserver, der mit steadyPRINT verwaltet werden soll, lizenziert. Auf der Benutzerseite ist die steadyPRINT Windows CAL obligatorisch für alle User; alle weiteren User-Lizenzen sind optional und enthalten eine oder mehrere Drucker-Zuweisungstypen. Zusätzlich wird für alle Lizenzen eine Subscription (Service & Support) fällig. Darüber hinaus wird eine steadyPRINT-Server-Lizenz für SMB angeboten.

## Systemvoraussetzungen (Version 8.5)
- Druckserver
  - Installation Druckserver: ab Microsoft Windows Server 2008 R2
  - Zugriff auf einen Druckserver (z. B. um Drucker auszulesen): ab Microsoft Windows Server 2008 R2 (32- oder 64-Bit)
  - Treiberlos drucken: ab Microsoft Windows Server 2012
- Microsoft Active Directory ab Microsoft Windows Server 2008 R2,
- Microsoft SQL-Datenbank ab Version 2008 (Express-Version möglich),
- Client-Betriebssystem ab Microsoft Windows 7 (32- und 64-bit),
- Terminalserver-Betriebssystem ab Microsoft Windows Server 2008 R2,
- Microsoft .NET Framework 4.8.
- ASP.NET Core Runtime 6.0 Hosting Bundle (WebCenter, SecurePrint, API)

## Kompatibilität
steadyPRINT ist Windows Server 2019 zertifiziert und von Microsoft auf Windows 10-Kompatibilität geprüft. Ebenso ist steadyPRINT Citrix Ready zertifiziert und bietet eine Ergänzung zu Citrix-Lösungen für Mobility-, Virtualisierungs-, Netzwerk- und Cloud-Plattformen.

## Auszeichnungen
steadyPRINT ist von der Initiative Mittelstand mehrfach mit dem Innovationspreis-IT ausgezeichnet worden.